# Plectocomia elongata
Plectocomia elongata là loài thực vật có hoa thuộc họ Arecaceae. Loài này được Mart. ex Blume miêu tả khoa học đầu tiên năm 1830.

## Hình ảnh

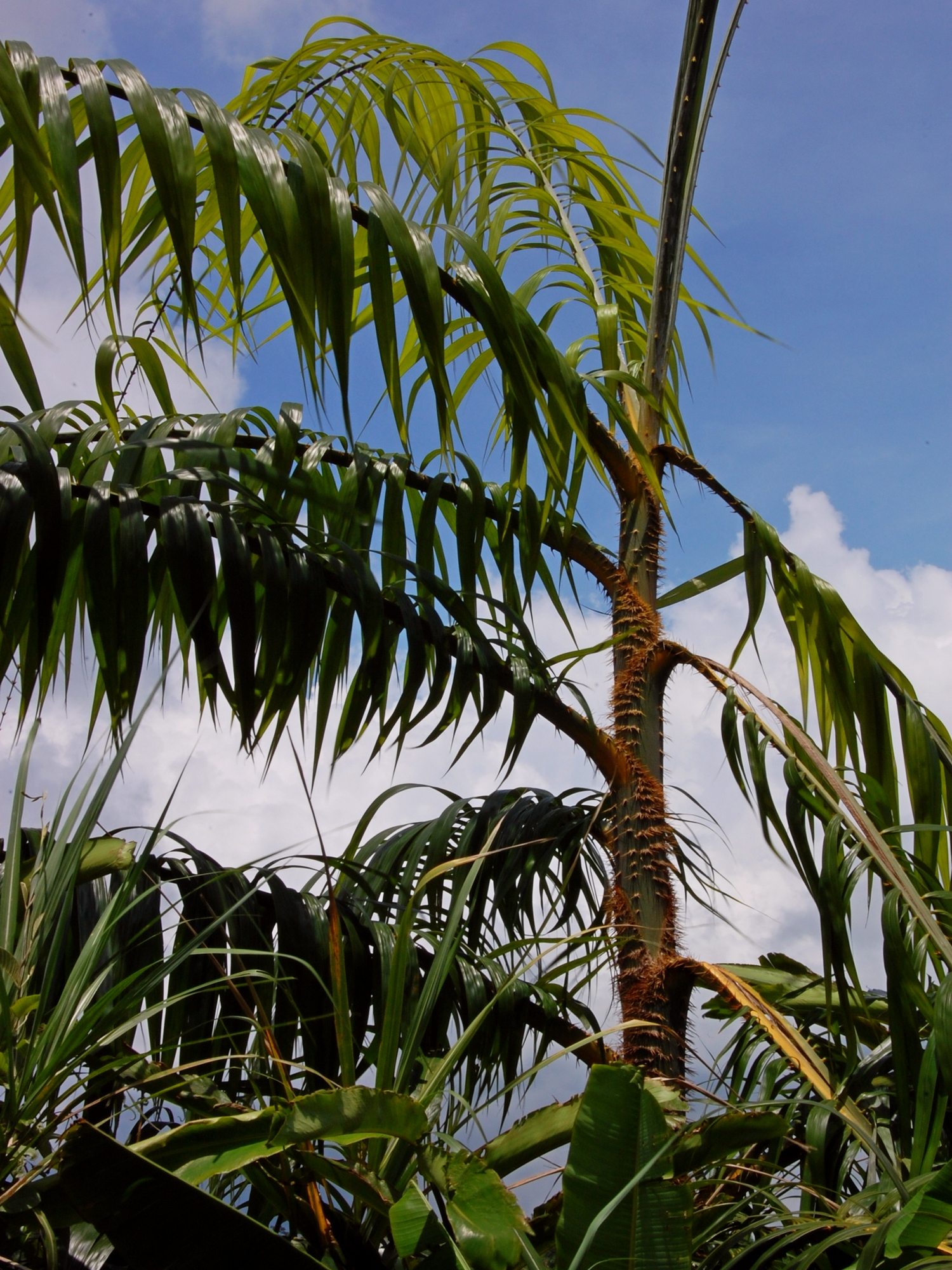
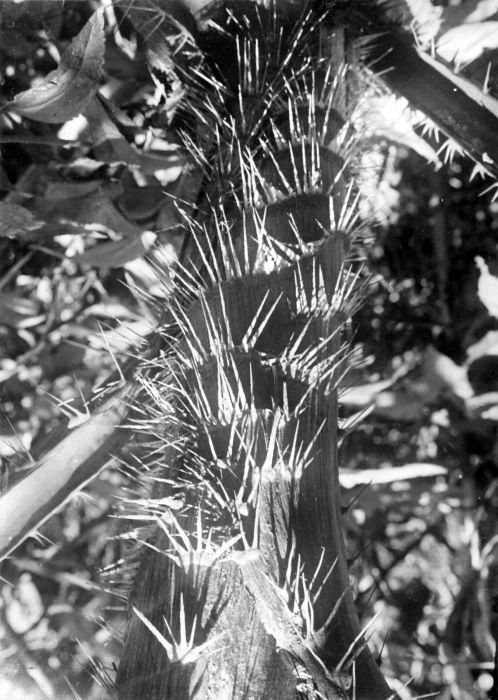